# Caruso Pascoski (di padre polacco)
Caruso Pascoski (di padre polacco) è un film italiano del 1988 diretto e interpretato da Francesco Nuti.

## Trama
Caruso Pascoski è un giovane pratese, con una madre opprimente ed un padre polacco che non parla mai. Il ragazzo è eternamente fidanzato con Giulia, conosciuta da bambino in spiaggia e mai più abbandonata: gli anni passano, i due si sposano e sembrano vivere felici; Caruso diventa psicoanalista e si trova ad affrontare i casi più strampalati.
Un giorno, però, senza un motivo apparente, Giulia scompare e si rifà viva dopo qualche tempo solo per chiedere il divorzio: in tribunale, al marito che le chiede spiegazioni, la donna dice di non amarlo più. Caruso viene quindi a scoprire che Giulia si è fidanzata con un suo paziente, Edoardo, che Caruso aveva diagnosticato come omosessuale latente, e che gli dichiara di sentirsi guarito e di voler iniziare una nuova vita con Giulia.
Avvilito, Caruso passa le giornate lavorando o passeggiando a lungo con l'amico avvocato, che lo tira fuori dai guai in varie occasioni, soprattutto quando Caruso viene arrestato per ubriachezza molesta. Dopo circa un anno, durante il quale Caruso passa di storia in storia, un giorno in tribunale, durante la ratifica del divorzio, Giulia gli confessa di amarlo ancora. I due per un periodo si vedono nei gabinetti di un cinema come amanti clandestini e poi, dopo aver chiarito le cose con Edoardo, tornano a vivere insieme.

## Produzione
In un'intervista Francesco Nuti disse che la scena girata a Firenze in piazza Santa Croce innevata fu realizzata a luglio, durava quaranta secondi e costò sessanta milioni di lire.

## Accoglienza
Il film si è classificato al 6º posto tra i primi 100 film di maggior incasso della stagione cinematografica italiana 1988-1989.

## Nella cultura di massa
Il 17 maggio 2025, il comune di Firenze ha inaugurato presso il parco delle Cascine una panchina nel luogo esatto in cui Nuti, assieme ad Antonio Petrocelli, girò la famosa scena in cui accomunava ogni insaccato ad un partito politico, le cui battute sono state incise su di essa. Lo stesso Petrocelli ha presenziato alla cerimonia.